# Luciano Dussin
Luciano Dussin (Castelfranco Veneto, 28 marzo 1959) è un politico italiano.

## Biografia
Istruttore e insegnante di teoria presso le autoscuole di proprietà, nel 1996 viene eletto deputato nelle file della Lega Nord col sistema maggioritario. Sarà riconfermato nel 2001 con il ruolo di vice capogruppo alla Camera, ma non nel 2006. Nel 2008 è rieletto per la terza volta deputato andando a ricoprire ancora il ruolo di vicecapogruppo vicario della Lega Nord alla Camera dei deputati.
Nel 2010 diventa sindaco di Castelfranco Veneto, lasciando l'incarico al compagno di partito Stefano Marcon nel 2015. Dal mese di novembre 2017 è stato eletto segretario della Circoscrizione castellana della Lega Nord.
Dal 04/2019 è stato nominato membro del c.d.a. di Veneto Strade S.P.A. in rappresentanza della Provincia di Treviso, il cui Presidente di Provincia (che lo nomina) è lo stesso Stefano Marcon, il suo successore come sindaco e ai tempi vice-sindaco di Castelfranco Veneto.
A causa di una sentenza della Corte Costituzionale (n. 277/2011) che ha stabilito l'incompatibilità tra parlamentare e sindaco dei Comuni sopra 20.000 abitanti, il 14 dicembre 2011 rassegna le dimissioni da deputato optando per la carica di sindaco di Castelfranco Veneto. Lo stesso giorno è stato sostituito in Parlamento da Sabina Fabi, che ha aderito al gruppo della Lega Nord.
Secondo La Tribuna di Treviso, in tal modo Dussin "ha messo in sicurezza il proprio trattamento previdenziale". A partire dal 1º gennaio 2012, infatti, i parlamentari avrebbero potuto andare in pensione solo a 60 anni anziché a partire dal 50, e Dussin avrebbe dovuto così attendere altri 7 anni. Dussin ha dichiarato: "non mi sono ancora informato della pensione".